# Route nationale 190
Die N190 war eine französische Nationalstraße, die 1824 zwischen Nanterre und Mantes-la-Jolie über Aubergenville festgelegt wurde. 1933 übernahm die N186 den Abschnitt zwischen dem westlichen Nanterre und Le Pecq. 1949 erfolgte ein Trassentausch mit der N13 und die N190 verlief dann über Meulan und endete in Limay an der N183. 1992 wurde sie zwischen Le Pecq und Mantes-la-Jolie abgestuft und 2006 folgte der Rest zwischen der N13 und N186 in Nanterre.

## N190a
Die N190A war ein Seitenast der N190, der von dieser innerhalb von Le Pecq zur N13 verlief. 1933 wurde sie von der N186 übernommen. Ihre Länge betrug 1,5 Kilometer.